# Megapodius nicobariensis
Megapodius nicobariensis е вид птица от семейство Megapodiidae. Видът е световно застрашен, със статут Уязвим.

## Разпространение
Разпространен е в Индия.